# Cornelis Grapheus
Cornelius Grapheus, Cornelis Grapheus ook wel Cornelius De Schrijver (Aalst, 1482 - Antwerpen, 1558) was in de periode tussen 1520 tot 1521 en 1540 tot 1558 stadssecretaris van Antwerpen. Hij publiceerde in 1522 een geschrift van Luther en werd vervolgens hiervoor vervolgd en gevangengezet. Daarnaast was hij een humanist. 
In 1549 ontwierp hij het programma voor de intrede van Filips II en schreef hierover een verslag, De seer wonderlijcke, schoone, triumphelijcke incompst, van den hooghmogenden Prince Philips ... inde stadt van Antwerpen (1549).
Grapheus' standbeeld staat op het gebiedshuisje van het Belfort van Aalst.

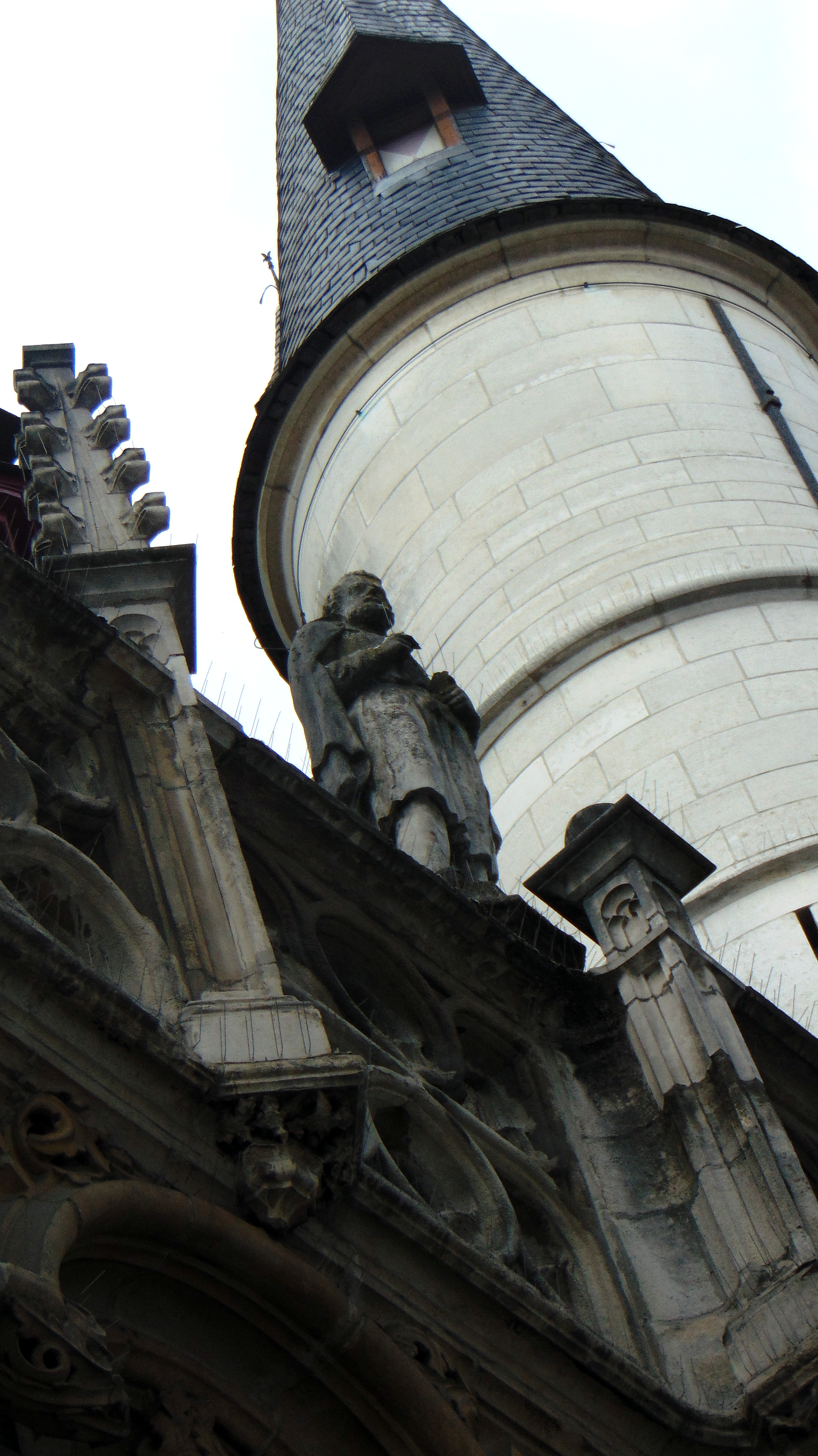
Standbeeld van Cornelius De Schrijver op het gebiedshuisje van Aalst

Hij was de vader van Alexander Grapheus. Alsook de broer van Joannes Grapheus
- Bibsys: 1523345894702
- Biblioteca Nacional de España: XX1582227
- Bibliothèque nationale de France: cb10747694q (data)
- Biografisch Portaal: 10015608
- Catàleg d'autoritats de noms i títols de Catalunya: 981058520216106706
- Digitale Bibliotheek voor de Nederlandse Letteren: grap001
- Gemeinsame Normdatei: 119824965
- International Standard Name Identifier: 0000 0000 7972 0027
- Library of Congress Control Number: n90685526
- Nationale Bibliotheek van Tsjechië: xx0195509
- Nationale bibliotheek van Australië: 43976755
- Nederlandse Thesaurus van Auteursnamen: 099813122
- Réseau des bibliothèques de Suisse occidentale: 02-A016381398
- RKD-Nederlands Instituut voor Kunstgeschiedenis: 445796
- Istituto Centrale per il Catalogo Unico: BVEV031093
- LIBRIS: 214331
- Système universitaire de documentation: 093968841
- Trove: 1459890
- Virtual International Authority File: 24593400
- WorldCat: E39PBJk4GkGMxYhqpfHhjmKyBP